# Herbert Schmidt (Fußballspieler)
Herbert Schmidt (Lebensdaten unbekannt) war ein deutscher Fußballspieler.

## Werdegang
Der Stürmer Herbert Schmidt spielte zunächst für den Verein Union 02 Bielefeld, der im Arbeitersport aktiv war. Obwohl die Unioner nie die Endrunde um die deutsche Meisterschaft des Arbeiter-Turn- und Sportbundes erreichten, wurde Schmidt zum deutschen Nationalspieler. Dort spielte er unter anderem mit Alfons Beckenbauer, dem Onkel von Franz Beckenbauer, im Sturm. 1931 gehörte Herbert Schmidt zum deutschen Kader für die Arbeiterolympiade in Wien. Beim 9:0-Sieg über Ungarn im Praterstadion erzielte Schmidt drei Tore, während Mittelstürmer Erwin Seeler gar fünf Treffer erzielte. Im Endspiel unterlag die deutsche Mannschaft dem Gastgeber Österreich mit 2:3.
Im Jahre 1932 war Schmidt anlässlich seines 25. Länderspieleinsatzes auf der Titelseite des Magazins Fußballstürmer zu sehen. Dies war insofern bemerkenswert, als dass Starkult im Arbeitersport verpönt war. Die Machtübernahme der Nationalsozialisten im Jahre 1933 führte zum Verbot der Arbeitersportbewegung. Herbert Schmidt wechselte zusammen mit seinen Brüdern Willy und Gerhard zum bürgerlichen Verein TuRa Leipzig. Diese Werksmannschaft wurde 1932 vom Unternehmer Carl M. Schwarz gegründet und erreichte 1936 die seinerzeit erstklassige Gauliga Sachsen. 1940 absolvierte Schmidt einen Einsatz für die Leipziger im Tschammerpokal, dem Vorgänger des DFB-Pokals.
Herbert Schmidt wurde ob seiner technischen Fähigkeiten als „der Fritz Walter der deutschen ATSB-Auswahl“ beschrieben.